# Los Rosales (Sevilla)
Los Rosales es una localidad española de la provincia de Sevilla perteneciente al municipio de Tocina. Está situada en la comarca de la Vega del Guadalquivir y a 29 kilómetros de la capital provincial, Sevilla. Su población en 2010 era 4.730 de habitantes (INE).
La localidad cuenta con una estación de ferrocarril, en la cual trabajadores y estudiantes de las pedanías colindantes hacen uso a diario para ir a Sevilla.

## Historia
La historia de Los Rosales es relativamente joven, sus orígenes coinciden con la puesta en servicio de la línea de ferrocarril que enlaza Sevilla con Córdoba, inaugurada en 1860. En 1860 coincidiendo con el funcionamiento del ferrocarril comenzaron a asentarse vecinos y a edificar las primeras viviendas, llegando a tener en el año 1900 aproximadamente 80 habitantes. A final de siglo XIX, se ampliaron sus instalaciones gracias a la bifurcación de la línea procedente de Mérida, dando origen a la instalación de un depósito de locomotoras, agua y carbón y convirtiéndolo en parada obligatoria de todos los trenes para abastecerse.
Hasta la creación esta segunda línea el núcleo de población se denominaba «Tocina - Empalme». Cuentan los más mayores que un día de 1914, Alfonso XIII pasaría por este lugar y fue tal la impresión que le causó el colorido floral que mostraban las rosas de la estación de tren que le denominó definitivamente Los Rosales, nombre que conserva todavía.
En 1926 se procedió a instalar sistemas de riego en la zona, dando lugar a la que sería la primera industria azucarera de la provincia de Sevilla.
Gracias al calado del ferrocarril en la zona, la expansión de los terrenos de regadío y el buen funcionamiento de la industria azucarera, que favoreció la creación de puestos de trabajo, se produjo una importante expansión demográfica dando lugar a un gran crecimiento de la población, hasta 3.400 habitantes en el año 1970. En el año 1958 se construyó la Iglesia parroquial de Nuestra Señora de Fátima, con la que se creó una de las primeras fiestas del municipio, que se celebra el día 13 de mayo, coincidiendo con el día de la Virgen.
En la actualidad, gracias a la línea de cercanías que une Lora del Río, Sevilla Santa Justa y Utrera se están produciendo nuevos asentamientos de personas de otros municipios y facilita el acceso a la capital a diario para estudiantes y trabajadores no sólo de la localidad, sino también de las proximidades. En el año 2006, se estrenó el nuevo recinto ferial, situado en la carretera de la concentración, donde se celebran diversos actos como ya viene siendo costumbre. Un ejemplo de ello es la comida del día de Andalucía los 28 de febrero.

## Demografía

### Evolución de la población
| Gráfica de evolución demográfica de Los Rosales entre 2000 y 2010 |
|                                                                   |
| Datos según el nomenclátor publicado por el INE.                  |